# أنتوني جاي لوكاس
أنتوني جاي لوكاس (بالإنجليزية: Anthony JJ Lucas)‏ هو شخصية أعمال أسترالي، ولد في 1862، وتوفي في 1946 في أستراليا.